# HD 80606 b
HD 80606 b 是一個位於大熊座的氣體巨行星（離心木星），距離地球約 190 光年。該行星於2001年被米歇爾·麥耶和戴狄爾·魁若茲發現環繞恆星斯特魯維1341B。因為其質量是木星的 4 倍，屬於氣體巨行星。當該行星對母恆星凌日時確定期半徑稍小於木星，因此其密度比地球稍低。

## 物理特性

HD 80606b 的軌道

HD 80606 b 的軌道離心率是已知系外行星中最大者。其離心率達到 0.9336，與哈雷彗星的軌道離心率相當。如此高的離心率可能是古在機制的結果，這在行星軌道傾向聯星系統時會發生。這個解釋由觀測罗斯特-麦克劳克林效应獲得證實，觀測結果指出行星軌道明顯傾向恆星的自轉軸；如果古在機制對軌道變化起作用，將會產生如此狀況。
因為其軌道高離心率的關係，行星和母恆星距離變化在 0.03 到 0.88 天文單位之間。在遠拱點時其光照量和地球相當，但近拱點時卻是ˋ地球的 800 倍，甚至遠大於水星的日照量。2009年偵測到  HD 80606 b 和其母恆星的行星凌日，因此科學家可藉此量測經過近日點的表面溫度。量測結果指出表面溫度在 6 小時以內從 800 K (500 °C / 1000 °F) 上升至 1500 K (1200 °C / 2200 °F)。
在該行星雲層上的一個假想觀測者會看到該恆星的角直徑相當於地球上所見太陽的 30 倍。
該凌日現象是以星特朗的口徑 35 公分施密特-卡塞格林望遠鏡偵測到。在克卜勒太空望遠鏡任務先前於2011年2月釋放的資料中顯示，HD 80606 b 是已知凌日周期最長的行星，時間長達 12.1 小時。先前一次通過凌日中點的時間是 2010年8月19日 1:00 UT。

## 氣候
該顆行星因為其環繞母星的軌道，使其氣候變化相當激烈。電腦模行預測該行星在一小時內就可使溫度上升 555°C，因而產生速度達到每秒3英哩的超音速「衝擊波風暴」。

## 延伸阅读
- Naef; Latham, D. W.; Mayor, M.; Mazeh, T.; Beuzit, J. L.; Drukier, G. A.; Perrier-Bellet, C.; Queloz, D.; Sivan, J. P.;  et al. . Astronomy and Astrophysics. 2001, 375 (2): L27–L30  [2011-10-14]. Bibcode:2001A&A...375L..27N. arXiv:astro-ph/0106256 . doi:10.1051/0004-6361:20010853. （原始内容存档于2009-02-08）.
- Butler; Wright, J. T.; Marcy, G. W.; Fischer, D. A.; Vogt, S. S.; Tinney, C. G.; Jones, H. R. A.; Carter, B. D.; Johnson, J. A.;  et al. . The Astrophysical Journal. 2006, 646 (1): 505–522  [2011-10-14]. Bibcode:2006ApJ...646..505B. arXiv:astro-ph/0607493 . doi:10.1086/504701. （原始内容存档于2009-05-02）.
- Heating Up on a Distant Planet (ScienceFriday)